# Anelaphinis
Anelaphinis is een geslacht van kevers uit de familie bladsprietkevers (Scarabaeidae). Het geslacht werd voor het eerst wetenschappelijk beschreven in 1892 door Kolbe.

## Soorten
- Anelaphinis allardi (Ruter, 1978)
  - = Eucosma allardi Ruter, 1978
  - = Megalleucosma allardi (Ruter) Antoine, 1989
- Anelaphinis bourgoini (Burgeon, 1932)
  - = Alleucosma bourgoini Burgeon, 1932
  - = Megalleucosma bourgoini (Burgeon) Antoine, 1989
- Anelaphinis breviceps (Kolbe, 1892)
  - = Eucosma breviceps Kolbe, 1892
  - = Alleucosma breviceps (Kolbe, 1892)
  - = Anelaphinis vaillanti De Lisle, 1947
  - = Megalleucosma breviceps (Kolbe) Antoine, 1989
- Anelaphinis dominula (Harold, 1879)
  - = Cetonia dominula Harold, 1879
- Anelaphinis maritima (Moser, 1914)
  - = Eucosma maritima Moser, 1914
  - = Alleucosma maritima Moser, 1914
  - = Alleucosma maritimi Schein, 1956
- Anelaphinis pauliani (Antoine, 1989)
  - = Megalleucosma pauliani Antoine, 1989
- Anelaphinis similis (Antoine, 1989)
  - = Megalleucosma similis Antoine, 1989